# Macrodorcas prosopocoeloides
Macrodorcas prosopocoeloides es una especie de coleóptero de la familia Lucanidae.

## Distribución geográfica
Habita en Bután, Hunan, China.